# Gustaf Larsson i Stensta
Gustaf Larsson (i riksdagen kallad Larsson i Rönnsbol, senare Larsson i Stensta), född 24 november 1813 i Söderby-Karls församling, Stockholms län, död där 18 mars 1877, var en svensk lantbrukare, hemmansägare och politiker. Han var ägare till hemmanet Stensta i Söderby-Karls socken.
Han företrädde bondeståndet i Närdinghundra, Lyhundra och Sjuhundra härader samt Frötuna och Länna skeppslag vid ståndsriksdagarna 1856–1858 och 1859–1860. Larsson var senare ledamot av riksdagens andra kammare 1869, invald i Sjuhundra, Lyhundra, Frötuna och Länna samt Bro och Vätö domsagas valkrets i Stockholms län.